# Gostinca
Gostinca je naselje u slovenskoj Općini Podčetrtku. Gostinca se nalazi u pokrajini Štajerskoj i statističkoj regiji Savinjskoj. 

## Stanovništvo
Prema popisu stanovništva iz 2002. godine naselje je imalo 64 stanovnika.